# Grammatica da lingua portuguesa

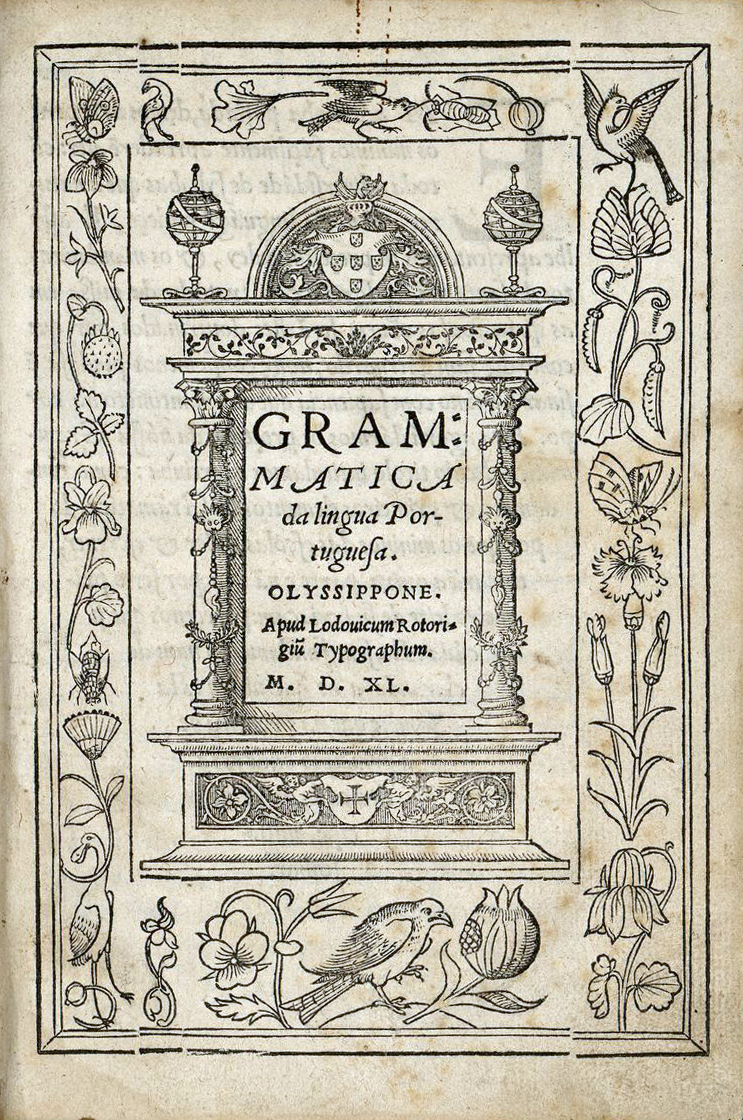
Frontispício da Grammatica da Língua Portuguesa, publicada em 1540.

A Gramatica da lingua portuguesa é uma gramática da autoria do pedagogo português João de Barros, publicada originalmente em 1540. Trata-se da segunda gramática em língua portuguesa, precedida apenas pela de Fernão de Oliveira e teve como finalidade a normalização e o ensino da língua, apresentando também diversos diálogos morais. No ano anterior, João de Barros tinha já publicado uma cartilha denominada Cartinha de João de Barros, que continha letras, "táboas", os mandamentos da igreja e algumas orações. A Cartinha para aprender a ler (1539), a Grammatica da língua portuguesa (1540) e o Dialogo em louvor da nossa linguagem (1540) foram reunidas na publicação Grammatica da Língua Portuguesa com os Mandamentos da Santa Madre Igreja, destinada principalmente à alfabetização nas colónias.
A gramática tem 118 páginas e foi impressa em Lisboa pela Lodovicum Rotorigium Typographum. O índice divide-se em "Difinçam da Gramatica e as partes della", sobre o estudo da gramática, “Difinçam das leteras e o numero dellas”, “Da Syllaba e seus acidentes”, “Da diçam”, “Do Nome”, “Do Pronome e seus acidentes”, “Do Verbo”, “Do Averbio e suas partes”, “Da Preposiçam”, “Da interjeiçam”, “Da Construiçam das partes”, “Das figuras”  e “Da ortographia”.